# Platygillellus altivelis
Platygillellus altivelis е вид лъчеперка от семейство Dactyloscopidae. Видът е почти застрашен от изчезване.

## Разпространение
Разпространен е в Коста Рика, Никарагуа и Панама.